# Editrice Missionaria Italiana
EMI, acronimo di Editrice Missionaria Italiana, è una casa editrice italiana nata nel 1973 ed è espressione editoriale dei quindici istituti  missionari presenti in Italia operanti in ogni parte del mondo. I missionari e le missionarie, nell'intento di diffondere la religione cristiana, si impegnano a parlare la lingua dei poveri, della solidarietà e del rispetto per la dignità di ogni persona e di ogni cultura, dell'impegno per la salvaguardia della natura e della risorse della Terra.

## Storia
L'EMI, negli anni Settanta fu la prima in Italia a sposare e diffondere i temi del No global, dell'alternativa al neoliberismo, del boicottaggio alle multinazionali. Essa portò avanti temi allora nuovi della fame nel mondo e della emarginazione progressiva dei popoli del Sud divulgando i messaggi di Raoul Follereau, Gandhi, Madre Teresa, Helder Camara, Pedro Casaldáliga e pubblicando titoli di Don Lorenzo Milani, Francesco Gesualdi e Alex Zanotelli, nuovi profeti di vita e di speranza.
Gli anni Ottanta furono quelli della denuncia: con la prima edizione di “Lettera ad un consumatore del Nord” scritto da Francesco Gesualdi si apre l'ampio capitolo dei Nuovi stili di vita che ha coperto tutti gli anni Novanta ed è ancora in via di sviluppo, Gesualdi mostra chiaramente come le cause della povertà di più di due terzi dell'umanità sono qui nel nostro mondo e come noi abbiamo in mano molti degli strumenti necessari a contrastare il progressivo impoverimento del Sud. Negli stessi anni, il crescente arrivo degli immigrati ha visto crescere l'interesse per i temi dell'interculturalità e l'EMI si fa portavoce di questa esigenza diventando editrice leader nel settore con i “Quaderni dell'interculturalità” e “Mondialità”. Gli anni Novanta e i primi anni del Nuovo Millennio sono stati contrassegnati dai nuovi stili di vita, dall'informazione alternativa e dalla finanza etica.
La EMI divenne celebre con la prima edizione della Guida al Consumo Critico prodotta dal Centro Nuovo Modello di Sviluppo, giunta ormai alla quinta edizione e conclamato best seller della casa editrice bolognese.

## Linea editoriale
L'EMI ha ora sede centrale a Verona, è distribuita da Messaggerie, fa parte del circuito Rebeccalibri ed è disponibile presso i tradizionali circuiti librari e nelle botteghe equosolidali. È presente alle manifestazioni/festival/fiere mercato dedicate ai temi della sostenibilità, del dialogo interreligioso e della solidarietà al Sud del mondo. Organizza inoltre incontri con gli autori su tutto il territorio nazionale.
Il programma editoriale riguarda “il geograficamente altro”, ossia il Sud del mondo: quasi 5 miliardi di persone, con immense aree di povertà, ma anche con tutta la sua ricchezza di popoli, storia, cultura, religioni che racconta da molteplici punti di vista: teologia e storia della missione, vita missionaria, interculturalità ed educazione alla diversità, problemi di giustizia, diritti umani, salvaguardia dell'ambiente pace, conoscenza dei popoli e della loro storia.
Negli anni ha pubblicato oltre 1000 titoli, ancora a catalogo.